# Kloosterkerk (Rottum)
De Kloosterkerk is een eenvoudige zaalkerk uit de negentiende eeuw in het kleine dorp Rottum in de Nederlandse provincie Groningen. De kerk verving een oudere kerk die deel uitmaakte van het Klooster Juliana.

## Beschrijving
De kerk ligt op het hoogste punt van de wierde (5 meter boven NAP) en werd in 2000, samen met haar onmiddellijke omgeving, aangewezen als jong rijksmonument. De recht gesloten zaalkerk, met spitsboogvensters en dakruiter met ingesnoerde spits, is gebouwd in 1889 op de fundamenten van de voormalige kloosterkerk naar ontwerp van de Middelstumer architect Jacob Tilbusscher. De kerk werd gerestaureerd tussen 2006 en 2007 onder leiding van de restauratiearchitect Willem van der Veen uit Groningen. In de kerk worden regelmatig exposities gehouden.
In de zaalkerk bevinden zich drie restanten van de vroegere Kloosterkerk, zoals het torenuurwerk met spillengang dat door Hendrik Hoogenberg werd gerestaureerd. Ook het kerkorgel heeft nog enige jaren dienstgedaan in de oude Kloosterkerk. Het is in 1862 gemaakt door Nicolaas Anthonie Gerhardus Lohman (1834-1871) uit de vierde generatie van de firma Lohman. Mogelijk gebruikte hij het pijpwerk van een ouder orgel dat uit 1835 zou kunnen stammen. De orgelbouwer Jan Doornbos (bijgenaamd 'Jan Avontuur') paste het instrument in 1889 aan zijn nieuwe omgeving aan. Ten slotte is er nog de 17e-eeuwse preekstoel met het vijfkantige klankbord en doophek.
De drie kerkvoogden die de zaalkerk in 1889 bouwden, maakten geen gebruik van de alom beschikbare kloostermoppen, maar betrokken de nieuwe bakstenen van de plaatselijke steenfabriek Ceres. Opvallend aan de voorzijde van de kerk is het fraaie siermetselwerk met rode, gele en donkere stenen. Karakteristiek voor het interieur van deze kerk zijn: het gepleisterde tongewelf, de decoratieve gietijzeren ventilatieroosters, de houten kerkbanken, de houten orgeltribune ondersteund door twee gietijzeren pilaren en de acht spitsboogvensters met hun gietijzeren tracering. In de dakruiter bevindt zich een luidklok, die is gegoten door Jacobus van Bergen te Heiligerlee. De klok weegt 177 kilo. De onderdiameter is 67 centimeter.

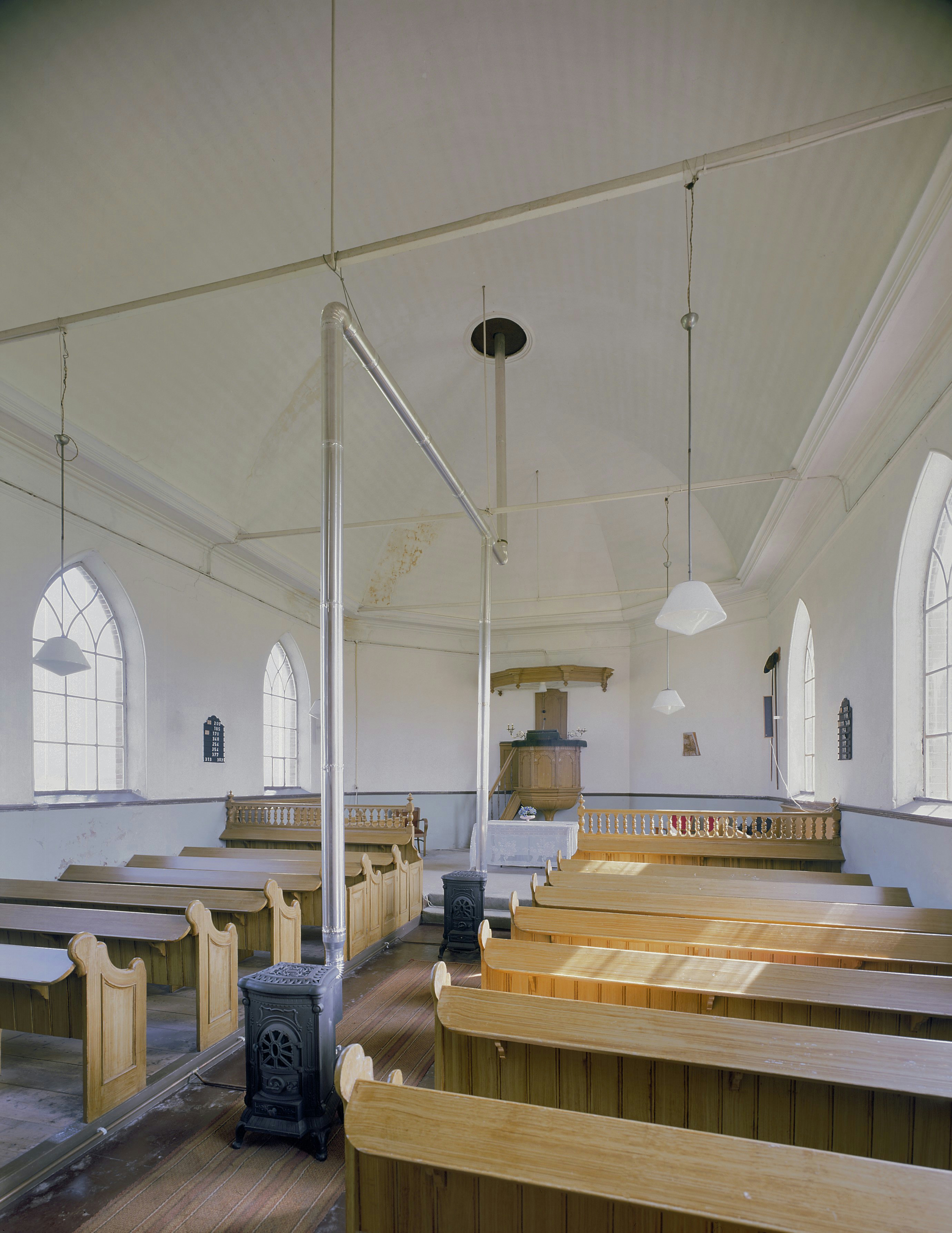
Interieur
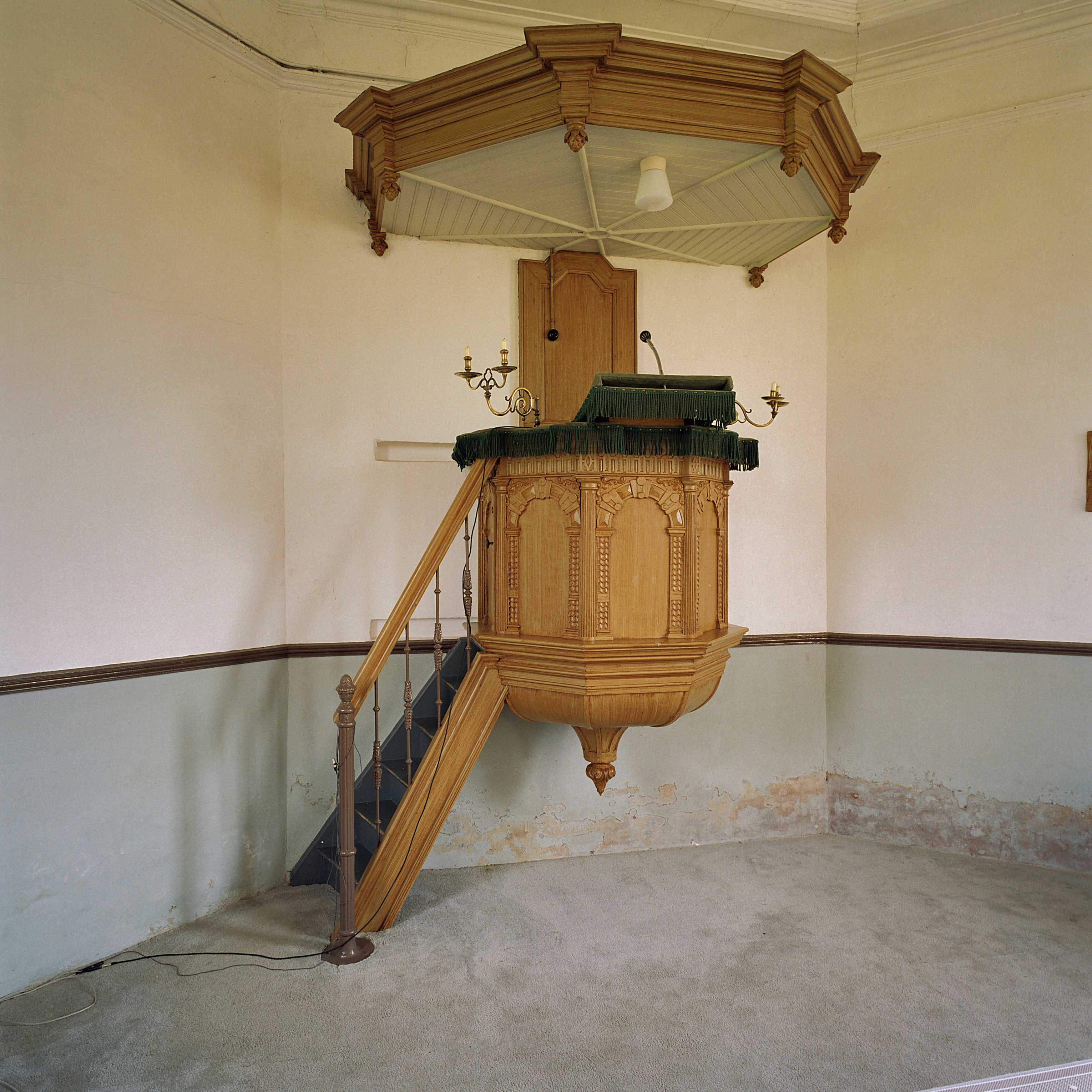
Preekstoel
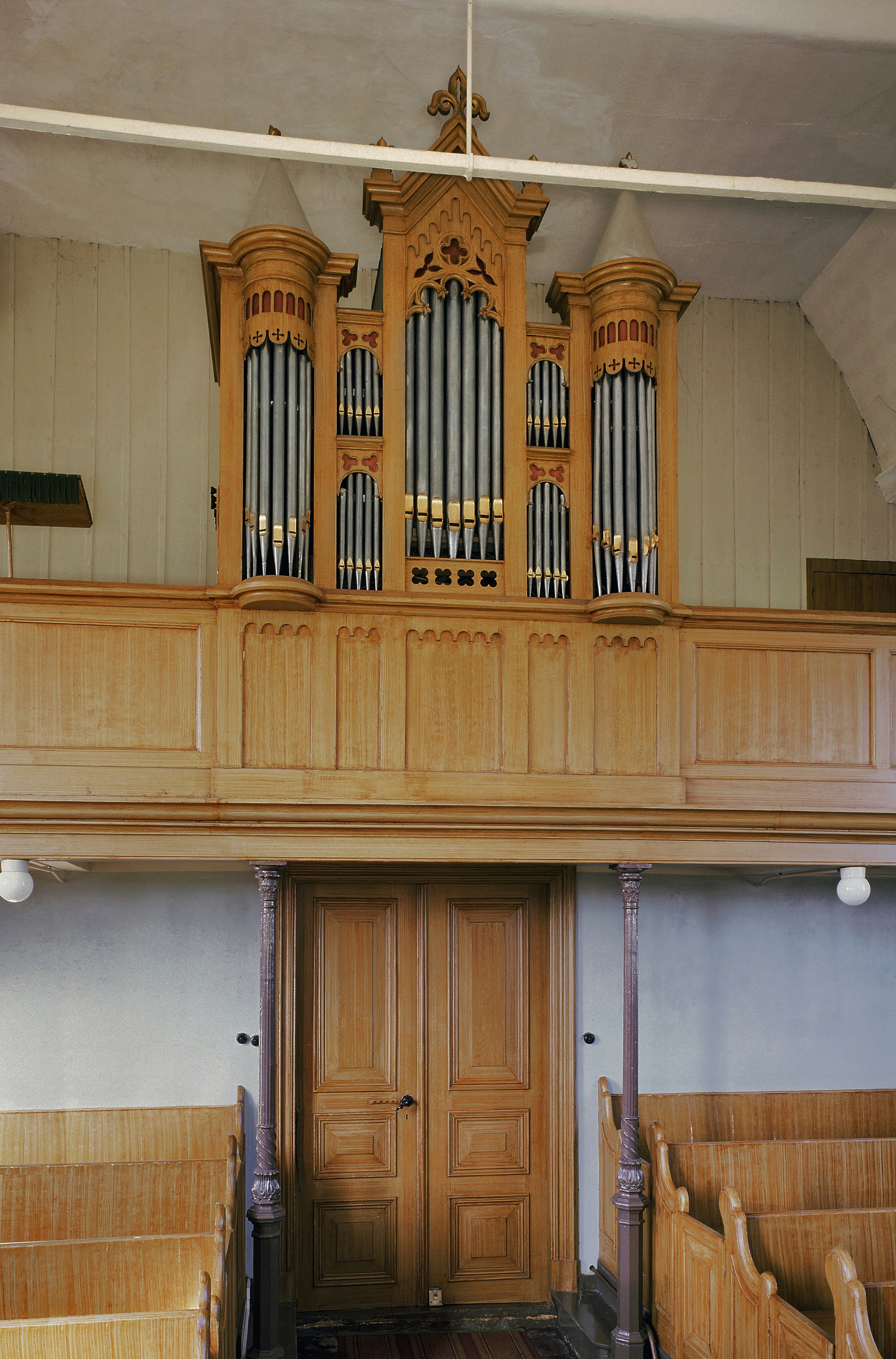
Lohmanorgel